# Механизм Эпплгейта
Механизм Эпплгейта, эффект Эпплгейта (англ. Applegate mechanism) объясняет длительные вариации орбитального периода, наблюдающиеся у некоторых затменных двойных звёзд. По мере того как звезда проходит цикл активности, внешние слои подвергаются воздействию магнитного момента, изменяющего распределение углового момента, что также изменяет сжатие звезды. Орбита компонентов двойной системы чувствительна к изменению формы звёзд, поэтому изменения орбитального периода (обычно порядок ∆P/P ∼ 10−5) происходят на тех же временных масштабах, что и цикл активности звезды.

## Введение
Аккуратное исследование затменных двойных звёзд показало, что модуляции периода происходят с порядком величины ∆P/P ∼ 10−5 с периодом порядка десятилетия. Ярким примером является система Алголя, для которого существуют подробные наблюдения в течение более чем двух столетий. На таком интервале наблюдений график зависимости разности наблюдаемых интервалов между затмениями от предсказанных интервалов  показывает деталь с амплитудой 0,3 суток и временем повторения порядка столетия. На эту особенность накладывается вторичная модуляция с полной амплитудой 0,06 суток и периодом повторения около 30 лет. Похожие модуляции периода присущи и другим переменным типа Алголя.
Модуляции периода происходят время от времени, но не обладают постоянным циклом. Следовательно, нельзя их объяснить прецессией линии апсид или наличием далёкого невидимого компонента системы. Также для объяснения модуляций с помощью прецессии линии апсид необходима орбита с существенным эксцентриситетом, но системы с наблюдаемыми модуляциями обычно обладают малыми эксцентриситетами орбит. Также объяснение, основанное на наличии третьего компонента, проблематично тем, что во многих случаях третий компонент должен быть настолько массивным, что должен наблюдаться в оптическом диапазоне, если только не является неким экзотическим объектом.
Другим явлением, наблюдающимся в некоторых двойных типа Алголя, является монотонное увеличение периода. Это явление отличается о более часто встречающихся чередований увеличения и уменьшения периода, объясняемых механизмом Эпплгейта. Монотонное увеличение периода может быть связано с переносом массы, как правило (но не всегда) от менее массивного компонента к более массивному.

## Механизм
Временная шкала и особенности повторяемости модуляций периода, согласно работе Матезе и Уитмайра (1983), связаны с механизмом, учитывающим изменения квадрупольного момента одной звезды с последующим спин-орбитальным взаимодействием. Но такой сценарий на даёт    удовлетворительного объяснения причин возникновения изменений квадрупольного момента.
Взяв теорию Матезе и Уитмайра в качестве отправной точки, Эпплгейт утверждал, что изменения радиуса инерции сечения звезды могут быть связаны с циклами магнитной активности. Свидетельства в поддержку его гипотезы были получены из наблюдений того, что большинство вторичных компонентов поздних спектральных классов двойных типа Алголя оказываются быстро вращающимися конвективными звёздами, что может означать хромосферную активность. В реальности модуляции орбитального периода наблюдаются только в переменных типа Алголя, содержащих конвективные звёзды поздних классов.
Если изменение квадрупольного момента приводит к переменам в орбите, всё же остаётся вопрос, как именно магнитное поле приводит к изменению формы. Большинство созданных в 1980-е годы моделей предполагают, что магнитное поле деформирует звезду, растягивая ее и уводя из состояния гидростатического равновесия. Марш и Прингл (1990) показали, однако, что энергия, необходимая для такой деформации, превосходит полное количество создаваемой звездой энергии.
Звезда вращается не как твёрдое тело. Внешние части звезды вносят большую часть в квадрупольный момент звезды. Эпплгейт предположил, что пока звезда проходит цикл активности, магнитный момент может привести к перераспределению углового момента в звезде. В результате, меняется сплюснутость звезды, это приводит к изменению орбитального периода по механизму Матезе и Уитмайра. Подсчёт баланса энергии показывает, что активная звезда обычно проявляет переменность на уровне  ΔL/L ≈ 0,1 и должна дифференциально вращаться с вариацией ΔΩ/Ω ≈ 0,01.

## Применимость
Механизм Эпплгейта приводит к нескольким предсказаниям, которые можно проверить:
- вариации светимости активной звезды соответствуют модуляциям орбитального периода;
- любой другой показатель магнитной активности (например, звёздные пятна, рентгеновская светимость короны, и т.д.) также должны обладать переменностью, согласующейся с изменениями орбитального периода;
- поскольку сильные изменения радиуса звезды не могут происходить из-за недостатка энергии, то вариации светимости должны происходить в основном из-за изменения температуры.[1]

Проверка этих предсказаний поддержит правдоподобность гипотезы, но не даст информации о единственности возможного механизма.
Эффект Эпплгейта предоставляет единообразное объяснение для многих кривых эфемерид для широкого класса двойных систем и может быть полезным в понимании теории активности динамо, наблюдаемой в быстро вращающихся звёздах.
Также механизм Эпплгейта рассматривается при объяснении вариаций наблюдаемого времени прохождения внесолнечных планет, как и приливная диссипация и наличие других планетных тел.
Однако существует много звёзд, для которых механизм Эпплгейта не даёт приемлемых результатов. Например, вариации орбитального периода в некоторых затменных звёздах, находящихся на этапе после общей оболочки, на порядок величины больше, чем получается по механизму Эпплгейта.